# El jockey
Pour plus de détails, voir Fiche technique et Distribution.
El jockey est un film argentino-espagnol réalisé par Luis Ortega, sorti en 2024.
Il est présenté en compétition à la Mostra de Venise 2024.

## Fiche technique
Sauf indication contraire, les informations mentionnées dans cette section peuvent être confirmées par la base de données cinématographiques IMDb,  présente dans la section « Liens externes ».
- Titre original : El jockey
- Réalisation : Luis Ortega
- Scénario : Fabian Casas, Luis Ortega et Rodolfo Palacios
- Direction artistique : Germán Naglieri
- Photographie : Timo Salminen
- Pays d'origine : Argentine - Espagne
- Format : Couleurs - 1,85:1
- Genre : drame, policier
- Durée : 96 minutes
- Dates de sortie :
  - Italie : 29 août 2024 (Mostra de Venise 2024)
  - Argentine : 26 septembre 2024 Date sujette à modification

## Distribution
- Nahuel Pérez Biscayart : Remo
- Úrsula Corberó : Abril
- Daniel Giménez Cacho : Sirena
- Mariana Di Girólamo : Ana

## Distinction

### Sélection
- Mostra de Venise 2024 : sélection en compétition[1]